# Bicicleta alta

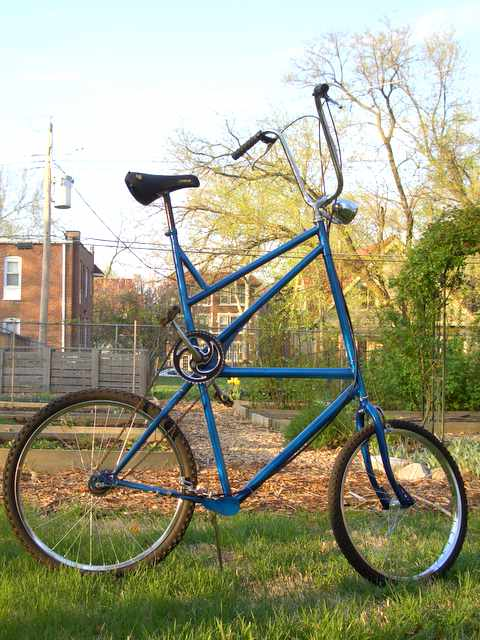
Una bicicleta alta moderna, obsérvese la altura del sillín con respecto al suelo.

Una bicicleta alta es, como su nombre lo indica, una bicicleta inusualmente alta. En general, se les construye a partir de bicicletas modificadas con fines recreativos y rara vez para su uso práctico; este tipo de bicicleta suele ser construido mediante la utilización de piezas de repuesto individuales, uniéndolas con soldadura u otros métodos, una sobre otra de tal manera que se maniobre como una bicicleta normal, utilizando el manubrio y los pedales para dirigirla e impulsarla respectivamente. De la misma manera, es posible construir una bicicleta alta invirtiendo la posición del marco de ésta e insertando las horquillas del lado equivocado, tapando la rueda trasera y adicionando un largo tubo para el manillar y una larga soldadura al tubo del sillín, así, la bicicleta utiliza un único marco, recibiendo a menudo el nombre de bicicleta al revés, que puede ser más o menos alta dependiendo de las proporciones de la bicicleta original. Es más segura debido a la disminución de tubos entre el ciclista y los pedales y puede regresarse a su forma original más fácilmente.
Las bicicletas altas fueron popularizadas por modernos clubes de ciclistas y grupos de activistas, además de payasos, exposiciones de arte, desfiles, etc. La modificación de bicicletas puede ser considerada como un pasatiempo divertido y económico, ya que en diversas ciudades es posible encontrar las materias primas para la elaboración de las mismas.

## Usos
Al igual que las demás bicicletas, se utiliza con el fin de transportar y recrear a quien la conduzca. Una bicicleta alta normal permite una amplia visibilidad debido a su altura, lo que le da una ventaja respecto a las bicicletas normales a la hora de atravesar el tráfico.
Históricamente uno de los primeros usos prácticos de las bicicletas altas se dio a principios de los años 1800 como sistema de iluminación; un trabajador se montaría con una antorcha en la bicicleta, de tal manera que pudiera encender las lámparas, una vez todas estuviesen encendidas, un asistente le ayudaría a desmontarse.